# Башкирський епос
Башкирська епос — репертуар епічних сказань башкирського народу з багатими усними традиціями, що відображає різними етнічні пласти й культурні традиції. Зародившись в надрах первісно-общинного ладу, епос супроводжував всієї історії башкирського народу.

## Види епічних творів
У башкирському епосі можна виділити сюжети, характерні тільки:
- для башкирів («Урал-батир», «Акбузат», «Заятуляк і Хиухилу», «Алдар і Зухра», «Бабсак і Кусек» та ін),
- загальні для усної поетичної творчості інших тюркомовних народів («Алпамиша», «Кузийкурпяс і Маянхилу», «Таргин і Кужак», «Ір-Таргин» та ін),
- які з'явилися у башкирів під впливом східної літератури, такі як «Юсуф і Зулейха», «Тахір і Зухра» та інші.

Основні жанри башкирського епосу:
- кубаїр («Урал-батир», «Акбузат» та ін);
- хікаят («Кузийкурпяс і Маянхилу», «Алдар і Зухра» та ін);
- іртяк («Заятуляк і Хиухилу», «Алпамиша і Барсинхилиу» та ін);
- кисса («Тахір і Зухра», «Юсуф і Зулейха» та ін).

## Традиції в башкирських епічних творах
Для стародавніх башкирів поняття Батьківщини і Уралу були нероздільні, вони сприймалися як щось єдине ціле, без якого немислимо уявити своє існування на землі. Найпотаємніші помисли, пісні, наспіви, епічні легенди і сказання-кубаіри башкирів присвячені Уралу або пов'язані з ним. Приміром, кубаїр «Урал-батир» поетичною мовою оповідає про нероздільну єдності башкирського народу з Уралом, з уральської землею.

### Трилогія
Народна епічна традиція башкирського народу відображено в творах: Урал-батир, Акбузат, Бабсак і Кусек — де історичне минуле башкирів поділено на три великих періоди:
- 1) зародження життя, сенс буття і поява перших башкирських племен на Південному Уралі;
- 2) поява виробів праці з металу, приручення коня;
- 3) формування башкирського народу, з різних племен, що населяють Південний Урал.

## Виконавці
Творці і хранителі епічних сказань — народні розповідачі-сесени. Саме вони донесли до нас нев'януче пам'ятки духовної культури. Сесени були справжніми виразниками дум і сподівань народних мас. Місія сесенів — художньо відображати життя та ідеали народу — приносила їм популярність і повагу.

## Епічні твори
Урал-батир, Акбузат, Бабсак і Кусэк, Ідель та Яїк, Конгур-Бугу, Заятуляк і Хиухилу, Ідукай і Мурадим, Акхак-кула, Кара юрга, Алпамиша і Барсинхилу, Таргин і Кужак, Ек-Мерген, Мерген і Маян, Акхак-кола, Кузийкурпес і Маянхилиу, Алдар і Зухра, Юсуф і Зулайха, Байрамбіке і Татлибай, Карас і Акша, Карахакал та інші.